# Televisão digital terrestre em Portugal
A televisão digital terrestre em Portugal (TDT) é um serviço de interesse geral que consiste na transmissão do sinal de televisão através de ondas terrestres, utilizando tecnologia digital. Isto permite uma maior oferta de canais, melhor qualidade de imagem e som, e a opção de acesso a serviços interactivos. Para receber a TDT é necessária uma antena UHF convencional e um televisor ou receptor compatível com a tecnologia digital.
Até à entrada em vigor da Lei da Televisão n.º 27/2007 de 30 de julho, a TDT era considerada um serviço público essencial de titularidade estatal, cuja gestão era realizada de forma directa pelo próprio Estado e de uma maneira indirecta, através de concessões administrativas a particulares. Em 2007 e 2010, esta situação modificou-se com a Lei da Televisão e a Lei da Rádio, que realizam a liberalização da prestação do serviço de rádio e televisão, de maneira que passe a ser considerado um serviço de interesse geral que os particulares prestam em regime de livre concorrência com certas limitações. Tal como no resto da Europa, este serviço cumpre o padrão de radiodifusão DVB-T e funciona no formato de compressão de vídeo MPEG-4 H.264/AVC.

## História

### Nascimento da TDT
Com a tecnologia sempre em movimento, aparece em 1998, a Televisão Digital, na Inglaterra e na Suécia. Portugal faz questão de iniciar alguns testes de televisão, nesta plataforma, por ocasião da Expo 98 de Lisboa. O sistema de Rádio digital DAB é também testado na mesma altura. Foi efectuada uma reportagem sobre a rádio e TV digitais, emitida na RTP2, a explicar os benefícios do digital nestas plataformas.
Facto de curiosidade, o DAB em Portugal arrancou no verão de 1999 e foi desligado em Abril de 2011 por desinteresse geral e custos elevados. Ainda não se sabe quando será substituído pelo DAB+/DRM+. A rede DAB, pertence à RTP e está atualmente sem utilidade. A rede pode ser aproveitada e atualizada para DAB+/DRM+ a baixo custo e pode ainda suportar o DVB-T2, podendo evitar o dispendioso aluguer de transporte e difusão de sinal de TV cobrado pela PT.
No ano de 2001, Portugal abriu um concurso público para a televisão digital terrestre (TDT). O Despacho, de 17 de Agosto, visava a atribuição de uma licença para o estabelecimento e exploração de uma plataforma de televisão digital terrestre. O vencedor foi o consórcio PTDP – Plataforma de Televisão Digital Portuguesa, formado pelo Grupo Pereira Coutinho, RTP e SIC.
O regulamento do concurso, aprovado pela Portaria n.º 346-A/2002, de 6 de Abril, previa a que a exploração comercial da TDT deveria ser iniciada até 31 de Agosto de 2002. Esse prazo acabou por ser prorrogado até dia 1 de Março de 2003, por meio do despacho n.º 20 095/2002 (2.ª série), de 22 de Agosto, emitido pelo Ministro da Economia.
No entanto, no dia 25 de Março de 2003, a licença foi revogada por sugestão da Autoridade Nacional de Comunicações (ANACOM). Os motivos, segundo Faustino (2006), teriam sido as dificuldades tecnológicas e comerciais encontradas pelo operador seleccionado. Para Cardoso e Santos “tal decisão ter-se-á ficado a dever em grande parte ao facto de, num período de recessão económica em Portugal e na Europa, ser ainda mais difícil desenvolver um modelo de negócios rentável”.
As explicações foram nebulosas. Mas, ao observarmos o fracasso das plataformas pagas que eram transmitidas, naquela época, através da TDT em Espanha e no Reino Unido, percebemos que, se o projecto tivesse avançado em Portugal, provavelmente também passaria pelas mesmas dificuldades.
Caso a licença não tivesse sido revogada, a PTDP teria que garantir, ao final do ano terceiro, um alcance de 95% da superfície do território continental e 99,2% de sua população. Nos Açores, essa cobertura deveria ser de 96,7% da área territorial e na Madeira de 95,7%. Nas duas regiões autónomas, ao final do prazo, o alcance deveria atingir 99,8% da população.
Hoje percebe-se que tal meta era praticamente impossível. Na época, ficou latente a necessidade do desenvolvimento de um modelo de TDT sustentável, estratégico, que tivesse em conta as diferentes tecnologias existentes e que pudesse adequar toda a transmissão e captação a um mesmo sistema.

### Relançamento e promoção da TDT
A TDT só chega a Portugal em Outubro de 2008, em emissão experimental, a partir do retransmissor de Palmela. Até final do ano estas emissões estenderam-se ao emissor de Monsanto e retransmissores da Caparica, Estoril, Sintra e Malveira, mas com potências reduzidas e emitindo apenas nalgumas direcções restritas, por exemplo, as emissões provenientes de Monsanto, em Lisboa, chegavam apenas até à zona de Picoas.
Em Janeiro de 2009, procedem-se a mais testes noutras zonas do país. A emissão regular inicia-se a 29 de Abril.
A televisão digital terrestre em Portugal, iniciou-se a 29 de abril de 2009 com as emissões regulares inicialmente com 4 canais de televisão nacionais e 2 canais autonómicos, todos  em sinal aberto (FTA). 
Só em Abril de 2008, foi anunciado que a TDT iria finalmente arrancar a 29 de Abril do ano seguinte. Esta chegada tardia deve-se em pequena parte a 2 tentativas falhadas de introdução da TDT em Portugal; a 1.ª em 2002, a 2.ª em 2003 — altura em que a emissão digital em Espanha encerrou, arrefecendo Portugal. Em Espanha reabriu novamente a 30 de novembro de 2005.
Em junho de 2010 a TDT, alcançou uma cobertura de 83% da população e era esperado chegar aos 100% até ao final de 2010. O desligamento analógico para o digital ocorreu a 26 de abril de 2012. Os sete canais digitais existentes em FTA estão atualmente a emitir em DVB-T, MPEG-1/MPEG-2/MPEG-3/MPEG-4/H.262/H.263/H.264/H.265 (digital).
Com a era digital da televisão terrestre, esperava-se o aparecimento de mais canais na TDT, como canais até então emitidos apenas nas plataformas pagas por cabo/satélite, canais locais e regionais e o canal parlamento, a ARTV. Até agora, apenas a ARTV, a RTP3 e a RTP Memória deram entrada na TDT. A ARTV foi incluída na TDT a 27 de dezembro de 2012, passando a emitir regularmente na plataforma a 3 de janeiro de 2013.
Vários canais demonstraram interesse em emitir na TDT, como a Record TV, CMTV, Eurosport, TVI 24, entre outros e era esperada a entrada de um canal de informação e outro de desporto, ambos privados e mediante concurso, mas até hoje nenhum dos referidos canais entrou por desinteresse do "governo".
Existe atualmente apenas o MUX A da TDT onde são emitidos os canais RTP1, RTP2, RTP3, RTP Memória, SIC, TVI, ARTV e EEC Secundário, todos em SD apenas.
O futuro da TDT é atualmente incerto devido à Altice, empresa que a gere, não querer renovar contrato com fim em 2023, tendo assim de ser atribuída a outra empresa.

### "Apagão analógico" e implementação da rede SFN
A rede analógica de televisão foi desligada na totalidade a 26 de Abril de 2012. Assim, o desligamento dos emissores e retransmissores analógicos, ocorreu em três fases, da seguinte forma:

#### 1.ª fase
- 12 de janeiro a 23 de fevereiro de 2012: Cessação dos emissores e retransmissores que asseguram a cobertura de quase toda a faixa litoral do território continental. Nesta fase, os desligamentos ocorreram em cinco momentos:
- 12 de janeiro - Emissor: Palmela; Retransmissores: Alcácer do Sal, Melides e Sesimbra.
- 23 de janeiro - Emissor: Fóia - Monchique; Retransmissores: Santiago do Cacém, Cercal do Alentejo, Odemira, Odeceixe, Monchique, Aljezur e Silves.
- 1 de fevereiro - Emissor: Lisboa-Monsanto; Retransmissores: Areeiro, Barcarena, Caparica, Carvalhal, Cheleiros, Estoril, Graça, Montemor-o-Novo, Odivelas, Sintra, Malveira, Sobral de Monte Agraço, Coruche e Cabeção.
- 13 de fevereiro - Emissor: Reguengo do Fetal; Retransmissores: Vale de Santarém, Sobral da Lagoa, Mira de Aire, Candeeiros, Alcaria, Tomar, Ourém, Caranguejeira, Leiria, Alvaiázere, Avelar, Pombal, Castanheira de Pera, Espinhal, Senhora do Circo, Padrão, Ceira dos Vales, Vale de Açôr, Vila Nova de Ceira, Ceira, Coimbra, Caneiro, Cidreira, Lorvão, Penacova, Mortágua, Avô e Benfeita.
- 23 de fevereiro - Emissor: São Macário; Retransmissores: Préstimo, Viseu, Cedrim, Vouzela, Vale de Cambra, Covas do Monte, Santa Maria da Feira, Arouca, Rio Arda, Lalim, Vila Nova de Gaia, Foz, Valongo, Santo Tirso, Caldas de Vizela, Caldas de Vizela II, Amarante, Gondar, São Domingos, Ancede, Caldas de Aregos, Resende, Lamego e Santa Marta de Penaguião.

#### 2.ª fase
- 22 de março de 2012: Cessação dos emissores e retransmissores das Regiões Autónomas dos Açores e da Madeira.

#### 3.ª fase
- 26 de abril de 2012: Cessação dos emissores e retransmissores no restante território continental.

Foi ainda prevista a cessação das emissões analógicas de alguns emissores em zonas piloto, que ocorreram ainda em 2011 nas seguintes datas:
- 12 de maio: Retransmissor de Alenquer;
- 16 de junho: Retransmissor de Cacém;
- 13 de outubro: Retransmissor da Nazaré.

#### Migração para redes MFN
Devido aos inúmeros problemas de interferência destrutiva inerentes à rede SFN, procedeu-se à passagem desta para diversas redes MFN.
Com base nas torres da rede analógica, foram ativados em Maio de 2012 os retransmissores:
- Monte da Virgem: canal 42
- Lousã: canal 46
- Montejunto: canal 49

Ativados em Setembro de 2014:
- Mendro: canal 40
- Palmela: canal 45
- São Mamede: canal 47
- Marofa: canal 48
- Boa Viagem (Figueira da Foz): canal 46

### Quinto Canal
A criação do quinto canal de televisão tem sido criticada pelos principais operadores privados de radiodifusão, a TVI e a SIC. Eles dizem que o mercado de publicidade em televisão já está saturado e um novo organismo de radiodifusão seria prejudicial para os canais existentes.Licenças e canais de pagamento.
Foi um processo dividido em duas licenças diferentes: uma para a gestão da rede e frequência dos FTA, e uma para a gestão e distribuição dos canais de televisão paga e conteúdo. Ambas as licenças foram adquiridas pela Altice (antiga PT). A Altice adquiriu também a emissora Televisão Independente (TVI), tornando-se a única emissora de televisão com sinais analógicos.

### Emissões dos FTA e emissões de pagamento
Foi um processo dividido em duas licenças diferentes: uma para a gestão da rede e frequência dos FTA, e uma para a gestão e distribuição dos canais de televisão paga e conteúdo. Ambas as licenças foram adquiridas pela Altice (antiga PT). A Altice adquiriu também a emissora Televisão Independente (TVI), tornando-se a única emissora de televisão com sinais analógicos.
O objetivo da Autoridade Nacional de Comunicações (ANACOM) era ter cinco canais em sinal aberto na TDT (incluindo um quinto novo canal em sinal aberto) e uma oferta de televisão paga com cerca de quarenta canais. O plano para uma oferta de televisão paga foi abandonado quando a Altice anunciou que licença de televisão passou para a Autoridade Nacional de Comunicações, que pagou 2,5 milhões € à Altice para obter a licença.

### Novos canais

#### RTP3 e RTP Memória
O alargamento da oferta da TDT em Portugal já tinha sido aprovado pelo Parlamento e foi, a 10 de agosto, promulgado pelo Presidente da República. Marcelo Rebelo de Sousa disse que sim à inclusão dos canais RTP3 e RTP Memória. A partir do momento em que os dois novos canais da RTP passaram a integrar a TDT deixaram de poder obter receitas através de publicidade, de forma a não criar problemas concorrenciais com a SIC e TVI. Ou seja, os três grupos televisivos vão continuar a ter em sinal aberto apenas um canal monetizado com publicidade – a RTP 1, a SIC e a TVI. À meia noite de 1 de dezembro de 2016, a RTP3 e RTP Memória foram para o ar.

#### Dois canais privados
Ao mesmo tempo que foi anunciado que a RTP3 e a RTP Memória iriam integrar a TDT, também acabou por ser referido que mais dois canais privados iriam integral a oferta da TDT. Mais tarde, a 4 de setembro de 2018, foi anunciado que um canal seria de informação e o outro seria de desporto, e que o concurso público para os mesmo seria lançado em breve. Até hoje, e depois de 4 anos, o concurso ainda não se realizou nem deverá se realizar.

#### RTP África, "Canal Conhecimento" e fim/substituição da RTP Memória, por um canal infantil.
No dia 10 de Novembro de 2020, o secretário da cultura para o cinema e o audiovisual e a própria RTP anunciaram que os 2 canais em falta no MUX A da TDT serão atribuídos à RTP, para a difusão em sinal aberto da RTP África e de um novo canal a "RTP Conhecimento" previstos o arranque dos mesmos na TDT no decorrer do ano de 2021, mas que à data de 2022 ainda está por acontecer. No entanto, esta extensão da oferta acontecerá só depois da renegociação do contrato de concessão do serviço público de rádio e de televisão. Durante este processo de renegociação, estará também em cima da mesa a possibilidade de se acabar com a RTP Memória na TDT e caso tal venha mesmo a acontecer, “a concessionária deverá iniciar um novo serviço de programas dedicado aos públicos infantis e juvenis que ocupará, total ou parcialmente, a reserva de capacidade até aqui atribuída ao serviço de programas RTP Memória”.
EEC Secundário (#Estudo Em Casa Secundário)
No dia 7 de fevereiro de 2021 é anunciado no site oficial da TDT a entrada do canal EEC Secundário no serviço, na posição 8 (posição 9 na Madeira e Açores), para emissão de 75 blocos pedagógicos temáticos semanais deste nível de ensino no âmbito do Estudo Em Casa, devido à pandemia covid-19.

## Plataforma
A televisão digital terrestre (TDT) permite uma melhoria na qualidade da receção e amplia a oferta disponível tanto em número de canais como em versatilidade do sistema: emissão com som multicanal, múltiplos sinais de áudio, teletexto, EPG (guia electrónico de programas), canais de rádio, serviços interativos, imagem panorâmica, etc.

### Tecnologia
Em Portugal a tecnologia utilizada para a emissão da televisão digital terrestre (TDT) é o padrão europeu DVB-T, o qual segue as diretivas da União Europeia, sendo que se prevê que esta norma seja um dia substituída pela sua evolução, o DVB-T2, com maior desempenho. Opera-se na banda UHF, em frequências MFN. A modulação realiza-se mediante 64QAM e a largura de banda de cada canal é de 8 MHz. O tipo de onda portadora é 8k.

### Formato de definição padrão (SD)
A TDT no formato de definição padrão (SD) emite-se comprimindo o vídeo com o padrão MPEG-4 (H.264) a uma definição de 576i, correspondente ao formato analógico PAL. Trata-se do mesmo sistema utilizado em DVD-Vídeo, embora com uma qualidade de imagem algo menor, pelo grau de compressão aplicado (uma taxa de bits de uns 3900 Kbps). O som codifica-se usando, geralmente, MP2 a 192 Kbps. Dados técnicos da TDT

### Canais
Um canal de televisão ou canal digital é o conjunto de programas de televisão organizados dentro de um horário de programação que não pode ser alterado pelo público. 
Durante a planificação, a nível europeu estabeleceram-se quatro tipos diferentes de canais. Os canais nacionais, concedidos pelo Governo de Portugal, os canais insulares, só para as regiões de outro-mar, que se delimitam a uma ilha, os canais autonómicos e os canais locais, concedidos pelos Governos regionais, e por último, os canais denominados do terceiro setor, concedidos pelo Ministério da Cultura, depois da sua aprovação na Assembleia da República.

#### Canais nacionais
| Canal       | Acesso | Cadeia de televisão           | Multiplexer | Formato   |
| ----------- | ------ | ----------------------------- | ----------- | --------- |
| RTP1        | Livre  | Rádio e Televisão de Portugal | MUX A       | 576i (SD) |
| RTP2        | Livre  | Rádio e Televisão de Portugal | MUX A       | 576i (SD) |
| RTP3        | Livre  | Rádio e Televisão de Portugal | MUX A       | 576i (SD) |
| RTP Memória | Livre  | Rádio e Televisão de Portugal | MUX A       | 576i (SD) |
| SIC         | Livre  | Impresa                       | MUX A       | 576i (SD) |
| TVI         | Livre  | Media Capital                 | MUX A       | 576i (SD) |

#### Canais do terceiro setor
Os denominados canais do terceiro setor são os canais que a Assembleia da República reconheceu como importantes pela sua proximidade, tendo interesse cultural, educativo, étnico ou social numa determinada comunidade.
Para aceder a esta qualificação, a entidade responsável deste canal não pode ser titular direto ou indireto de nenhuma concessão de televisão de qualquer cobertura. Para além disso têm proibida a publicidade e a televenda, com a exceção dos patrocínios nos programas.
| Canal | Acesso | Proprietário            | Multiplexer | Formato   |
| ----- | ------ | ----------------------- | ----------- | --------- |
| ARTV  | Livre  | Assembleia da República | MUX A       | 576i (SD) |

#### Canais autonómicos
Os canais autonómicos são emissoras regionais que emitem num âmbito autonómico, isto é, numa Região Autónoma.
Actualmente todos os médias autonómicos de Portugal são de carácter público e são geridos pelo governo central.
No total existem dois canais autonómicos públicos sendo ambos propriedade do cadeia de televisão Rádio e Televisão de Portugal.
| Região de transmissão | Canal       | Acesso | Cadeia de televisão           | Multiplexer | Formato   |
| --------------------- | ----------- | ------ | ----------------------------- | ----------- | --------- |
| Açores                | RTP Açores  | Livre  | Rádio e Televisão de Portugal | MUX A       | 576i (SD) |
| Madeira               | RTP Madeira | Livre  | Rádio e Televisão de Portugal | MUX A       | 576i (SD) |

## Transmissão

### Transporte de Sinal

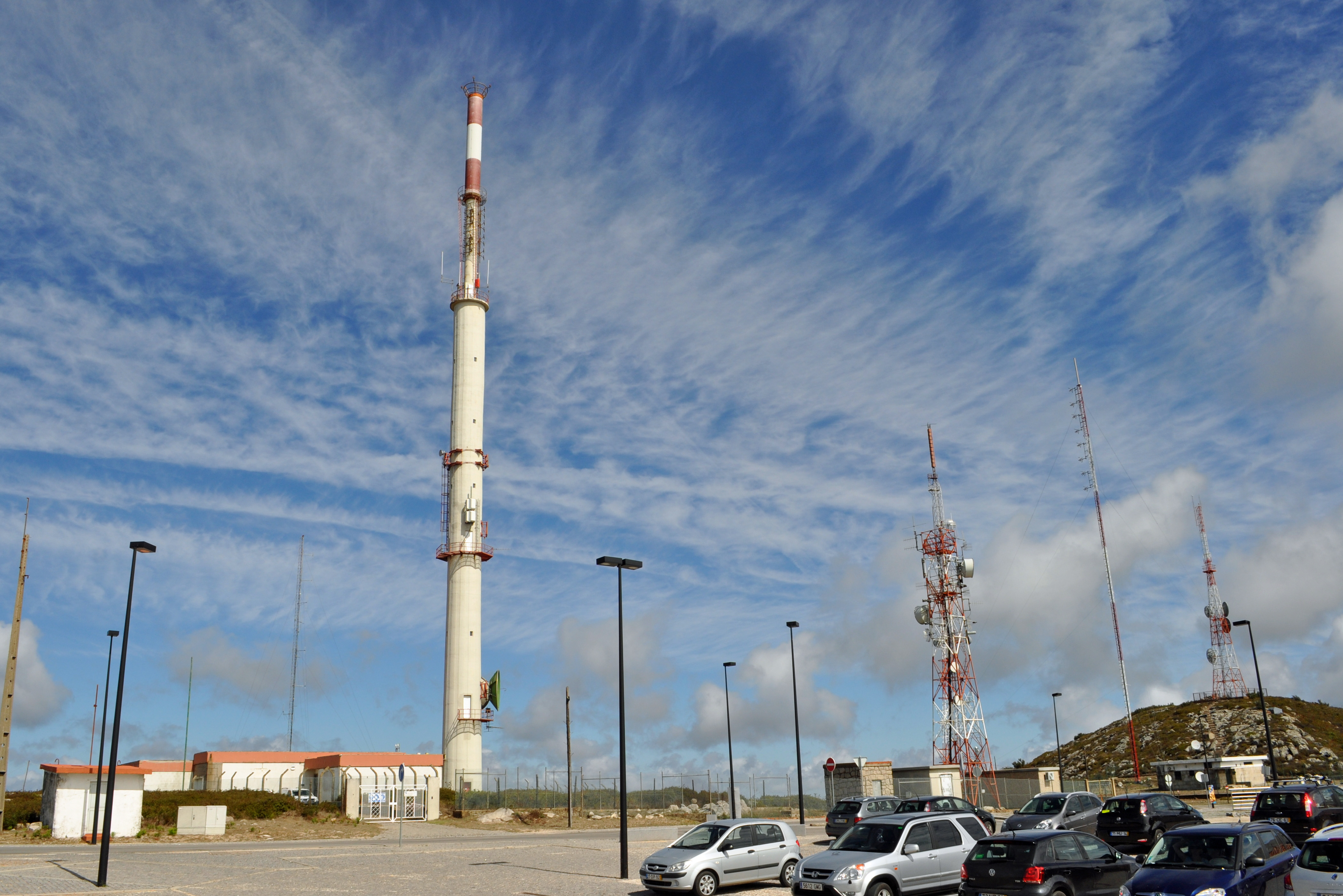
Vista do local de emissão da Fóia da TDT em Monchique.

O editor de serviço responsável por um canal de televisão fornece o seu sinal de vídeo digital ao operador de multiplex.
O operador de multiplex é o primeiro responsável por comprimir o fluxo de vídeo para reduzir o débito binário (taxa de bits). Em seguida, o operador de multiplex reúne os fluxos compactados de vários canais num mesmo canal correspondente a uma faixa de frequências para formar um multiplex. Esta multiplexação permite que a televisão digital transmita vários canais no mesmo canal, ao contrário da televisão analógica, onde cada canal era transmitido no seu próprio canal. O multiplex criado é então confiado ao operador concessionário de transmissão.
O operador concessionário de transmissão, encaminha o multiplex por ligação de satélite ou por ligação de rádio (feixe hertziano) (sendo que também já existe a possibilidade teórica de ser encaminhado por fibra óptica) para transmissores de televisão espalhados por todo o território de Portugal. O operador concessionário de transmissão é escolhido por concurso público por um tempo limitado.

### Padrões de transmissão
A televisão digital terrestre (TDT) é transmitida em Portugal sob o padrão DVB-T (Digital Video Broadcasting - Terrestrial). Prevê-se que esta norma seja um dia substituída pela sua evolução, o DVB-T2, com maior desempenho. A transição na TDT do DVB-T para o DVB-T2 ainda não tem uma data para acontecer. Em 2019, a ANACOM esclareceu que ainda mantém a tecnologia antiga do DVB-T porque a atual rede tem capacidade para nove canais de TV – mas atualmente a rede não transporta esses nove serviços de programas, apenas tem sete, e porque a substituição do DVB-T para o DVB-T2 obrigaria à atualização dos equipamentos.

#### Padrão de codificação/compressão
Desde o lançamento da TDT em Portugal a 29 de abril de 2009, que os canais são transmitidos sob o padrão de codificação/compressão MPEG-4 AVC (H.264). Este padrão foi o escolhido porque se baseia em tecnologia comprovada, menos dispendiosa e permite transmitir os canais em qualquer um dos formatos definição padrão (SD), alta definição (HD), e ultra-alta definição (UHD).

#### Padrões de criptografia
O atual padrão DVB-T da TDT permite a existência de canais TDT pagos que possuam controlo de acesso (Simulcrypt ou Multicrypt) por criptografia, como na maioria dos países da Europa. O que acontece nestes casos, é que o acesso aos canais TDT pagos (pay-per-view) é reservado aos proprietários de um descodificador especializado vendido com contrato de assinatura, como os descodificadores do tipo CanalReady; os descodificadores padrão (standard) vendidos sem assinatura apenas permitem receber os canais de sinal aberto e não permitem que esses canais pagos sejam descriptografados. Para televisores com TDT integrada, basta um cartão de subscrição que é inserido na ranhura do aparelho de televisão e que pode ser ativado por assinatura.

### Rede de transmissão
A rede de radiodifusão TDT tem 262 transmissores em Portugal. Geridos pelo operador técnico concessionário da transmissão, os transmissores podem ser de dois tipos:
- os locais de transmissão "principais" ou "primários", que incluem transmissores de alta potência (vários milhares de watts) localizados em pontos altos (grandes postes ou montanhas) e transmissores de média potência (várias centenas de watts) localizados nas planícies;
- locais de transmissão “secundários”, cujos transmissores são de baixa potência (alguns watts ou dezenas de watts).

Para além disso, as autarquias locais (municípios e freguesias) podem também instalar e manter pequenos retransmissores locais às suas próprias custas para melhorar a qualidade do sinal nas áreas mais remotas do país, com a autorização do regulador.

## Receção
Em 2020, 100% dos lares portugueses podiam receber televisão via TDT, dos quais 94,5% via terrestre (onda de rádio ou hertziana) e os remanescentes 5,5% podiam aceder ao serviço através de meio complementar (ligação de satélite).

### Descodificador

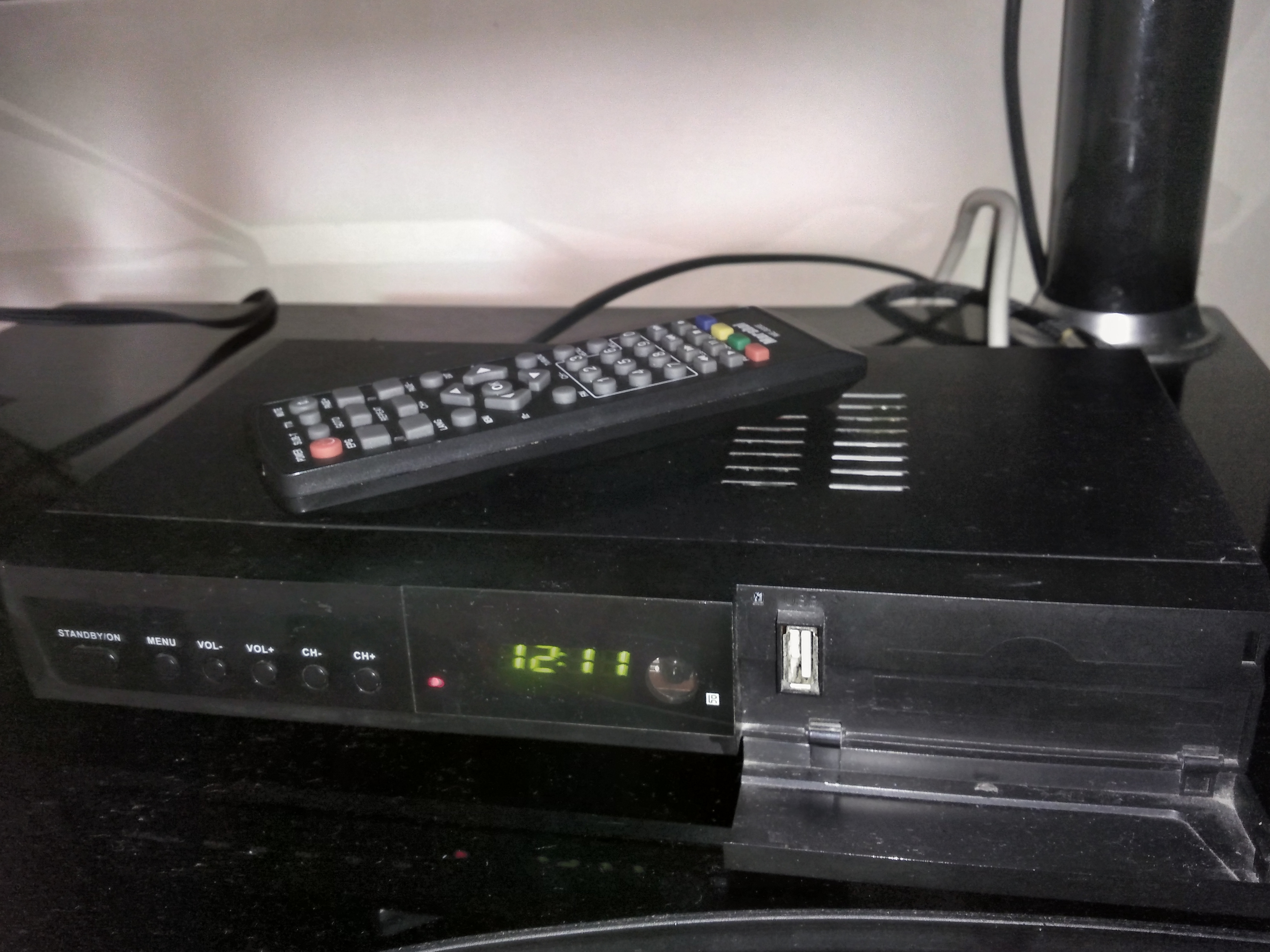
Descodificador TDT para os televisores sem descodificador integrado.

Como os canais de televisão digital terrestre (TDT) são comprimidos e multiplexados, é necessário ter um adaptador ou descodificador TDT para os receber. Este descodificador pode já estar integrado diretamente no televisor ou pode estar na forma de uma caixa externa colocada entre a antena e o televisor. Os descodificadores atuais são sintonizadores duplos que permitem receber dois canais de multiplexes diferentes simultaneamente. Para gravar programas de televisão, ao descodificador pode ser integrado um disco rígido interno ou ser ligado a um disco rígido externo ou a uma pen drive USB.
Também é possível receber a TDT num computador utilizando uma placa sintonizadora TDT ou uma pen drive USB TDT. Ambos estes dispositivos podem ser conectados a uma antena externa ou podem usar as suas próprias antenas.

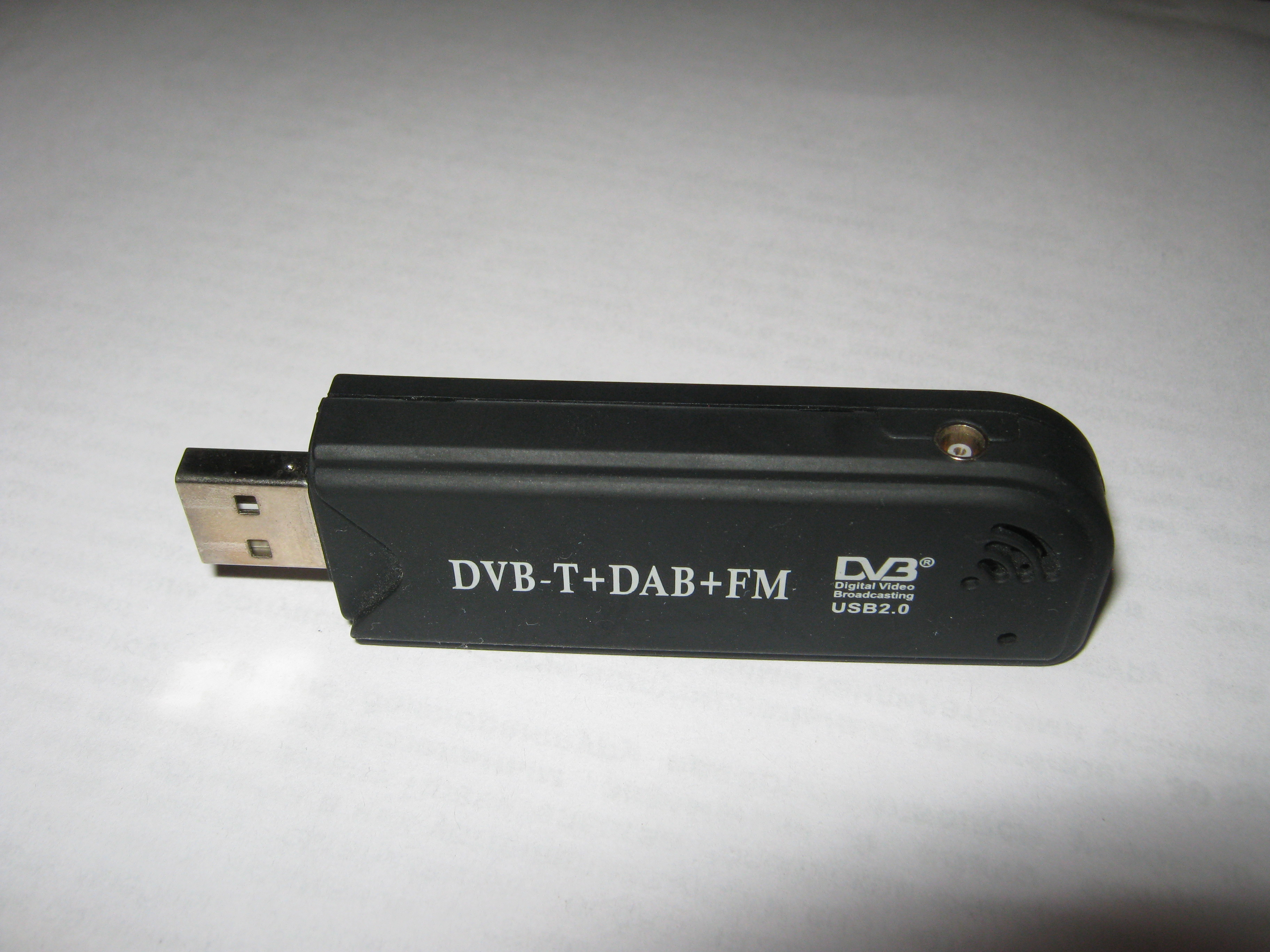
Pen drive USB TDT para computador.

Como Portugal optou pelo padrão MPEG4, o adaptador ou descodificador escolhido deve ser compatível com o MPEG4.

### Antena individual ou coletiva

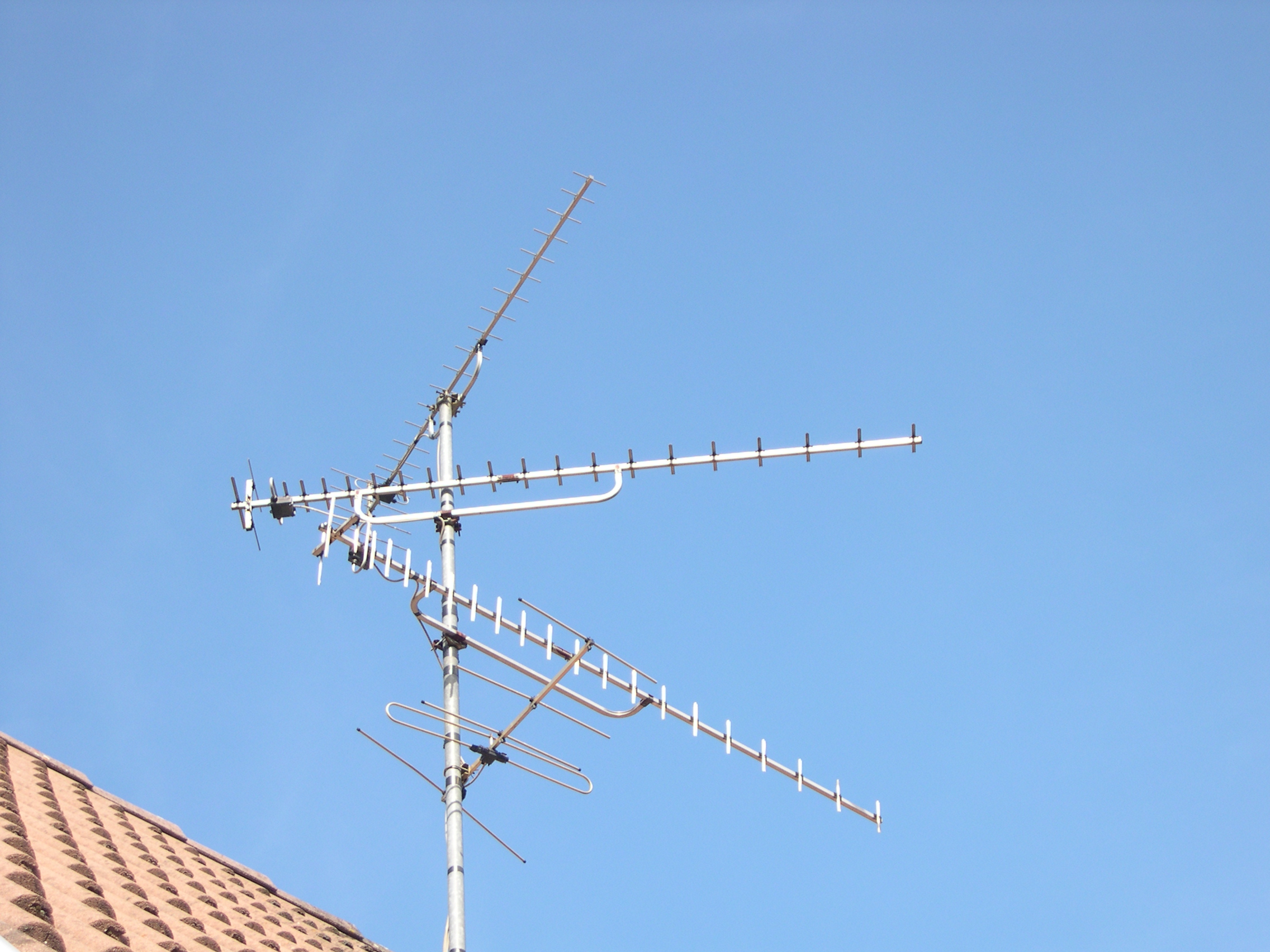
Antena Yagi, instalada no exterior, para a receção da TDT por ondas de rádio (ondas hertzianas).

Para receber canais TDT, é necessário ter uma antena Yagi, conhecida como antena rake. Instalada no exterior, a antena individual deve ser de banda larga para receber as bandas de frequência UHF IV e V. A antena é então ligada ao descodificador TDT através de um cabo coaxial.

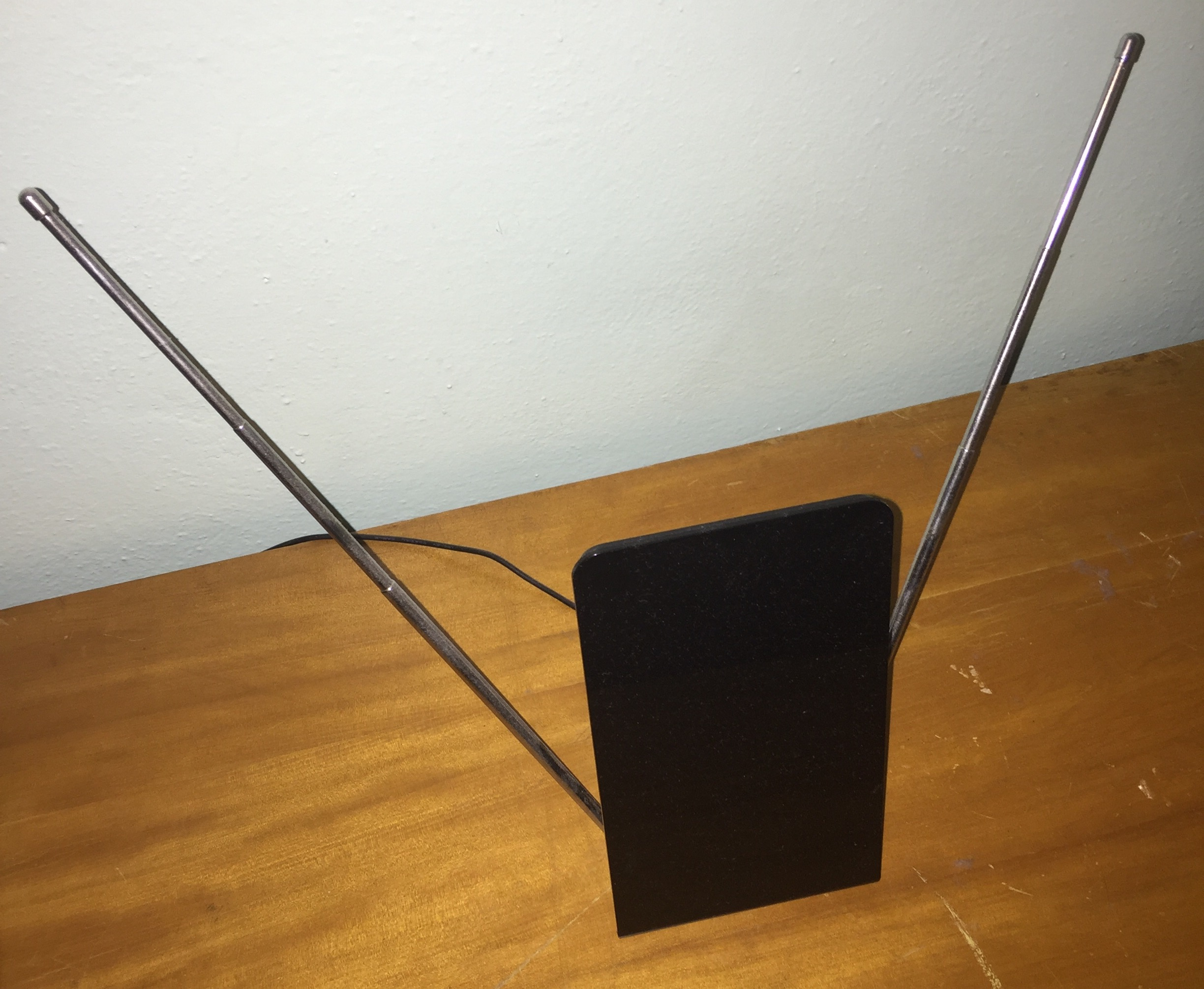
Antena de interior de habitação para a TDT.

Também é possível usar uma antena interna se a área estiver localizada perto de um transmissor. Uma boa receção de sinal depende principalmente do ganho da antena (antenna gain) que está ligado ao seu tamanho e diretividade (directivity) e à qualidade do cabo coaxial. Muitos componentes podem ser adicionados à antena dependendo da situação: pré-amplificador, amplificador, acoplador, desacoplador, filtro eletrónico (especialmente para sinais 4G e 5G), repartidor de antena (splitter), para-raios, centelhador.
Nas habitações coletivas, a instalação e manutenção da antena coletiva é da responsabilidade do condomínio e distribui a TDT a todos as frações do prédio, devendo cada fração ter um descodificador TDT. No entanto, cada inquilino ou proprietário pode equipar-se com uma antena individual às suas próprias custas. Este princípio é o direito à radiodifusão individual, garantido por lei.

### Problemas de receção

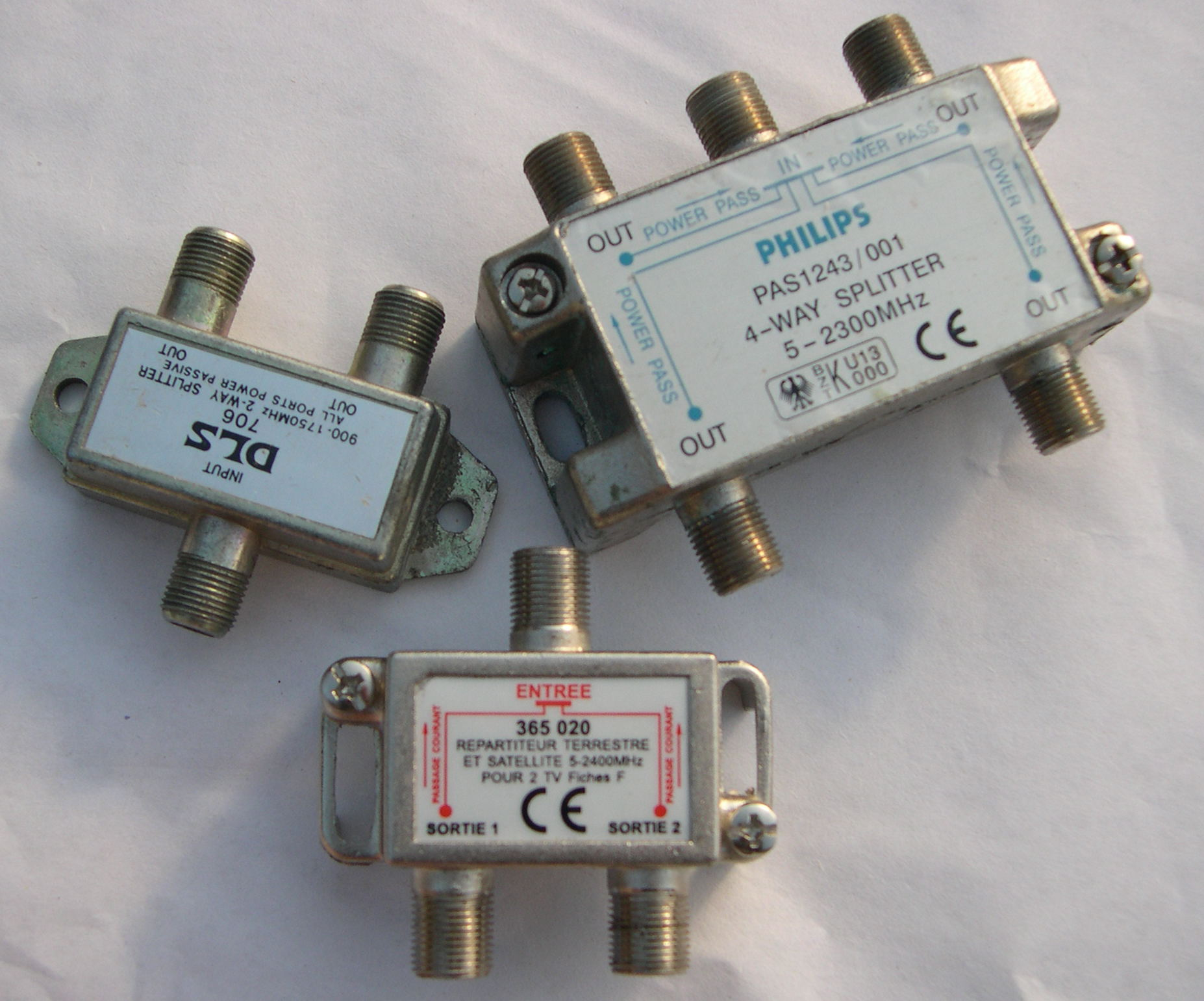
Repartidores de antena (splitters) de 2 e 4 vias para a distribuição do sinal TDT numa habitação com vários televisores ou num condomínio com conectores de tipo F (type F).

A boa receção da TDT pode ser significativamente afetada por vários fenómenos:
- fenómenos meteorológicos e atmosféricos (onda de calor, geada, neblina, tempestade, neve, vento, chuva forte, raios, etc.);
- distúrbios eletromagnéticos (motor elétrico, eletricidade estática, radiação de alta frequência emitida por forno de micro-ondas, telemóvel ou outro transmissor de ondas de rádio, etc.);
- a má qualidade do fornecimento de energia elétrica resultando em microcortes, interferências, aumentos ou diminuições significativas de tensão, etc.;
- a má qualidade das conexões (envelhecimento dos cabos da antena, conexões paralelas sem splitter ou repartidor de antena, isolamento galvânico degradado, etc.);
- obstáculos naturais (relevo) ou artificiais (construção) bloqueando as ondas.

### Estações emissoras TDT
Lista dos 262 emissores TDT existentes em Portugal, respetiva localização e canal/frequência
| Estação emissora TDT                  | Canal | Frequências |
| ------------------------------------- | ----- | ----------- |
| Abrantes                              | 35    | 582-590 MHz |
| Águeda                                | 44    | 654-662 MHz |
| Águeda Industrial                     | 44    | 654-662 MHz |
| Albufeira                             | 43    | 646-654 MHz |
| Alcácer do Sal                        | 37    | 598-606 MHz |
| Alcobaça                              | 35    | 582-590 MHz |
| Alcoutim                              | 47    | 678-686 MHz |
| Aldeia de Juso                        | 35    | 582-590 MHz |
| Alenquer                              | 35    | 582-590 MHz |
| Algueirão                             | 35    | 582-590 MHz |
| Almada                                | 37    | 598-606 MHz |
| Almodôvar                             | 43    | 646-654 MHz |
| Alter do Chão                         | 43    | 646-654 MHz |
| Alto de São Bento, Évora              | 30    | 542-550 MHz |
| Alto do Galeão                        | 33    | 566-574 MHz |
| Alvaiázere                            | 44    | 654-662 MHz |
| Alverca                               | 35    | 582-590 MHz |
| Alvite, Moimenta da Beira             | 42    | 638-646 MHz |
| Alvôco das Várzeas                    | 44    | 654-662 MHz |
| Amarante                              | 36    | 590-598 MHz |
| Arcos de Valdevez                     | 33    | 566-574 MHz |
| Arganil                               | 44    | 654-662 MHz |
| Arouca                                | 36    | 590-598 MHz |
| Arronches                             | 43    | 646-654 MHz |
| Arruda dos Vinhos                     | 35    | 582-590 MHz |
| Aveiro Centro                         | 36    | 590-598 MHz |
| Avessadas                             | 36    | 590-598 MHz |
| Avis                                  | 43    | 646-654 MHz |
| Azoia - Sintra                        | 35    | 582-590 MHz |
| Baião                                 | 36    | 590-598 MHz |
| Barcarena                             | 35    | 582-590 MHz |
| Barrancos                             | 30    | 542-550 MHz |
| Barroca Grande                        | 44    | 654-662 MHz |
| Barrosa                               | 48    | 686-694 MHz |
| Batalha                               | 35    | 582-590 MHz |
| Beja                                  | 30    | 542-550 MHz |
| Benfica, Lisboa                       | 35    | 582-590 MHz |
| Bezerra                               | 35    | 582-590 MHz |
| Boa Viagem                            | 46    | 670-678 MHz |
| Boa Viagem 2                          | 44    | 654-662 MHz |
| Bonfim                                | 36    | 590-598 MHz |
| Borba                                 | 30    | 542-550 MHz |
| Bornes                                | 46    | 670-678 MHz |
| Braga - Santa Marta                   | 33    | 566-574 MHz |
| Braga Centro                          | 33    | 566-574 MHz |
| Bragança                              | 46    | 670-678 MHz |
| Bragança - São Bartolomeu             | 46    | 670-678 MHz |
| Bufão                                 | 43    | 646-654 MHz |
| Cabaços, Moimenta da Beira            | 48    | 686-694 MHz |
| Cacém                                 | 35    | 582-590 MHz |
| Caldas da Rainha                      | 35    | 582-590 MHz |
| Caldas de Vizela                      | 36    | 590-598 MHz |
| Camarinhas                            | 47    | 678-686 MHz |
| Campo Maior                           | 43    | 646-654 MHz |
| Candeeiros                            | 35    | 582-590 MHz |
| Caparica                              | 37    | 598-606 MHz |
| Caramulo                              | 44    | 654-662 MHz |
| Carpinteira - Covilhã                 | 34    | 574-582 MHz |
| Cascais                               | 35    | 582-590 MHz |
| Castanheira de Pêra                   | 44    | 654-662 MHz |
| Castelete - Pico                      | 46    | 670-678 MHz |
| Castelo de Paiva                      | 42    | 638-646 MHz |
| Castelo de Vide                       | 43    | 646-654 MHz |
| Castro Verde                          | 43    | 646-654 MHz |
| Ceira                                 | 44    | 654-662 MHz |
| Celorico de Basto                     | 36    | 590-598 MHz |
| Cerdeira                              | 33    | 566-574 MHz |
| Cerro da Águia                        | 43    | 646-654 MHz |
| Cheleiros                             | 35    | 582-590 MHz |
| Coimbra Centro                        | 44    | 654-662 MHz |
| Coimbra Observatório                  | 44    | 654-662 MHz |
| Coruche                               | 35    | 582-590 MHz |
| Couço                                 | 35    | 582-590 MHz |
| Covas                                 | 33    | 566-574 MHz |
| Cruz de Pau                           | 37    | 598-606 MHz |
| Elvas                                 | 43    | 646-654 MHz |
| Encumeada                             | 47    | 678-686 MHz |
| Espalamaca - Faial                    | 47    | 678-686 MHz |
| Espinhal                              | 44    | 654-662 MHz |
| Estoril                               | 35    | 582-590 MHz |
| Estremoz                              | 43    | 646-654 MHz |
| Estremoz - Quinta da Esperança        | 43    | 646-654 MHz |
| Évora - Entrevinhas                   | 30    | 542-550 MHz |
| Évora Centro                          | 30    | 542-550 MHz |
| Faro                                  | 47    | 678-686 MHz |
| Fátima                                | 35    | 582-590 MHz |
| Ferreira do Alentejo                  | 30    | 542-550 MHz |
| Fóia 1                                | 43    | 646-654 MHz |
| Fóia 2                                | 28    | 526-534 MHz |
| Fornos de Algodres                    | 41    | 630-638 MHz |
| Foz                                   | 36    | 590-598 MHz |
| Funchal, Madeira                      | 47    | 678-686 MHz |
| Gaia                                  | 36    | 590-598 MHz |
| Gaia Centro                           | 36    | 590-598 MHz |
| Gardunha                              | 34    | 574-582 MHz |
| Gavião                                | 43    | 646-654 MHz |
| Gerês                                 | 33    | 566-574 MHz |
| Graça                                 | 35    | 582-590 MHz |
| Grândola                              | 37    | 598-606 MHz |
| Guarda                                | 41    | 630-638 MHz |
| Guimarães Centro                      | 33    | 566-574 MHz |
| Guimarães Penha                       | 33    | 566-574 MHz |
| Janas                                 | 35    | 582-590 MHz |
| Junqueira                             | 36    | 590-598 MHz |
| Lagos Centro                          | 43    | 646-654 MHz |
| Lagos Norte                           | 43    | 646-654 MHz |
| Lamego                                | 36    | 590-598 MHz |
| Leça                                  | 36    | 590-598 MHz |
| Leiranco                              | 33    | 566-574 MHz |
| Leiria                                | 44    | 654-662 MHz |
| Lisboa - Castelo                      | 35    | 582-590 MHz |
| Lisboa - Estrela                      | 35    | 582-590 MHz |
| Lisboa - Restelo                      | 35    | 582-590 MHz |
| Lisboa - Trindade                     | 35    | 582-590 MHz |
| Lisboa - Xabregas                     | 35    | 582-590 MHz |
| Logo de Deus - Coimbra                | 44    | 654-662 MHz |
| Loulé                                 | 47    | 678-686 MHz |
| Lourosa                               | 36    | 590-598 MHz |
| Lousã                                 | 46    | 670-678 MHz |
| Lousa - Torre de Moncorvo             | 46    | 670-678 MHz |
| Mação                                 | 43    | 646-654 MHz |
| Machialinho                           | 44    | 654-662 MHz |
| Malveira                              | 35    | 582-590 MHz |
| Mangualde                             | 36    | 590-598 MHz |
| Manteigas                             | 41    | 630-638 MHz |
| Marofa                                | 48    | 686-694 MHz |
| Marvão                                | 43    | 646-654 MHz |
| Mealhada                              | 44    | 654-662 MHz |
| Melides                               | 37    | 598-606 MHz |
| Mendro                                | 40    | 622-630 MHz |
| Mértola                               | 47    | 678-686 MHz |
| Mira de Aire                          | 35    | 582-590 MHz |
| Mirandela                             | 46    | 670-678 MHz |
| Mogadouro                             | 46    | 670-678 MHz |
| Moledo                                | 33    | 566-574 MHz |
| Monchique                             | 43    | 646-654 MHz |
| Monsanto, Lisboa                      | 35    | 582-590 MHz |
| Montalegre                            | 33    | 566-574 MHz |
| Monte da Virgem, Porto                | 42    | 638-646 MHz |
| Monte do Facho                        | 44    | 654-662 MHz |
| Monte Franqueira, Barcelos            | 36    | 590-598 MHz |
| Monte Gois                            | 33    | 566-574 MHz |
| Montedor                              | 33    | 566-574 MHz |
| Montejunto                            | 48    | 686-694 MHz |
| Montemor-o-Novo                       | 30    | 542-550 MHz |
| Mora                                  | 30    | 542-550 MHz |
| Mortágua                              | 44    | 654-662 MHz |
| Mosteiro                              | 41    | 630-638 MHz |
| Moura                                 | 30    | 542-550 MHz |
| Nazaré Centro                         | 35    | 582-590 MHz |
| Nisa                                  | 43    | 646-654 MHz |
| Óbidos                                | 35    | 582-590 MHz |
| Odemira                               | 43    | 646-654 MHz |
| Odivelas                              | 35    | 582-590 MHz |
| Odivelas Centro                       | 35    | 582-590 MHz |
| Oleiros                               | 34    | 574-582 MHz |
| Olivais                               | 35    | 582-590 MHz |
| Ourém                                 | 35    | 582-590 MHz |
| Ourique                               | 43    | 646-654 MHz |
| Padrela                               | 46    | 670-678 MHz |
| Palmeira de Faro                      | 36    | 590-598 MHz |
| Palmela                               | 45    | 662-670 MHz |
| Palmela                               | 37    | 598-606 MHz |
| Pampilhosa da Serra                   | 44    | 654-662 MHz |
| Paredes de Coura                      | 33    | 566-574 MHz |
| Pedra do Vento                        | 41    | 630-638 MHz |
| Pedra Mole                            | 47    | 678-686 MHz |
| Penacova                              | 44    | 654-662 MHz |
| Penafiel                              | 36    | 590-598 MHz |
| Penamacor                             | 34    | 574-582 MHz |
| Penedo da Saudade, Coimbra            | 44    | 654-662 MHz |
| Penedo Gordo                          | 43    | 646-654 MHz |
| Peniche                               | 35    | 582-590 MHz |
| Penouta                               | 33    | 566-574 MHz |
| Pico Alto, Açores                     | 46    | 670-678 MHz |
| Pico Arco da Calheta - Madeira        | 47    | 678-686 MHz |
| Pico Arco de São Jorge - Madeira      | 47    | 678-686 MHz |
| Pico Bartolomeu                       | 44    | 654-662 MHz |
| Pico da Cruz - Madeira                | 47    | 678-686 MHz |
| Pico do Facho - Madeira               | 47    | 678-686 MHz |
| Pico do Galo, Madeira                 | 47    | 678-686 MHz |
| Pico do Silva (Madeira)               | 47    | 678-686 MHz |
| Pico Geraldo, Pico                    | 48    | 686-694 MHz |
| Pico Jardim - Açores                  | 46    | 670-678 MHz |
| Pico Verde                            | 48    | 686-694 MHz |
| Picota                                | 47    | 678-686 MHz |
| Piódão                                | 44    | 654-662 MHz |
| Pirocão                               | 46    | 670-678 MHz |
| Podame                                | 33    | 566-574 MHz |
| Pombal                                | 44    | 654-662 MHz |
| Ponta Delgada, Madeira                | 47    | 678-686 MHz |
| Ponte de Lima                         | 33    | 566-574 MHz |
| Portalegre                            | 43    | 646-654 MHz |
| Porto - Av. Brasil                    | 36    | 590-598 MHz |
| Porto - Fernão Lopes                  | 36    | 590-598 MHz |
| Porto - Pedro Escobar                 | 36    | 590-598 MHz |
| Porto de Mós                          | 35    | 582-590 MHz |
| Porto Santo (Madeira)                 | 46    | 670-678 MHz |
| Póvoa de Lanhoso                      | 33    | 566-574 MHz |
| Póvoa Santo Adrião                    | 35    | 582-590 MHz |
| Redondo                               | 30    | 542-550 MHz |
| Reguengos de Monsaraz                 | 30    | 542-550 MHz |
| Reitoria - Covilhã                    | 34    | 574-582 MHz |
| Resende                               | 36    | 590-598 MHz |
| Ribeira de Pena                       | 33    | 566-574 MHz |
| Ribeira Grande                        | 44    | 654-662 MHz |
| Rio Arda                              | 36    | 590-598 MHz |
| Rio Maior                             | 35    | 582-590 MHz |
| Santa Bárbara (Açores)                | 45    | 662-670 MHz |
| Santa Luzia                           | 47    | 678-686 MHz |
| Santa Marta de Penaguião              | 36    | 590-598 MHz |
| Santarém                              | 35    | 582-590 MHz |
| Santiago do Cacém                     | 37    | 598-606 MHz |
| Santo Tirso                           | 36    | 590-598 MHz |
| São Bernardo                          | 36    | 590-598 MHz |
| São Domingos                          | 36    | 590-598 MHz |
| São João de Ver, Santa Maria da Feira | 42    | 638-646 MHz |
| São Mamede                            | 47    | 678-686 MHz |
| São Miguel, Faro                      | 47    | 678-686 MHz |
| Sapiãos, Boticas                      | 33    | 566-574 MHz |
| Sátão                                 | 36    | 590-598 MHz |
| Seixo Alvo                            | 36    | 590-598 MHz |
| Serpa                                 | 30    | 542-550 MHz |
| Serra do Alvão                        | 36    | 590-598 MHz |
| Serra do Cume                         | 46    | 670-678 MHz |
| Sertã                                 | 44    | 654-662 MHz |
| Sesimbra                              | 37    | 598-606 MHz |
| Silves                                | 43    | 646-654 MHz |
| Silves Centro                         | 43    | 646-654 MHz |
| Sines                                 | 43    | 646-654 MHz |
| Sintra                                | 35    | 582-590 MHz |
| Sítio da Nazaré                       | 35    | 582-590 MHz |
| Sousel                                | 43    | 646-654 MHz |
| Surrinha                              | 41    | 630-638 MHz |
| Tavira                                | 47    | 678-686 MHz |
| Termas Monfortinho                    | 34    | 574-582 MHz |
| Terras de Bouro                       | 33    | 566-574 MHz |
| Tocha                                 | 44    | 654-662 MHz |
| Tomar                                 | 35    | 582-590 MHz |
| Torres Vedras                         | 35    | 582-590 MHz |
| Trancão - Torres Novas                | 35    | 582-590 MHz |
| Trancoso                              | 41    | 630-638 MHz |
| Vale de Cambra                        | 36    | 590-598 MHz |
| Vale de Mira                          | 46    | 670-678 MHz |
| Valença                               | 33    | 566-574 MHz |
| Valongo                               | 36    | 590-598 MHz |
| Velas                                 | 44    | 654-662 MHz |
| Viana do Castelo                      | 33    | 566-574 MHz |
| Vieira do Minho                       | 33    | 566-574 MHz |
| Vila da Ponte, Sernancelhe            | 48    | 686-694 MHz |
| Vila de Rei                           | 44    | 654-662 MHz |
| Vila Franca de Xira                   | 35    | 582-590 MHz |
| Vila Franca de Xira - Montegordo      | 35    | 582-590 MHz |
| Vila Nova de São Bento                | 30    | 542-550 MHz |
| Vila Praia de Âncora                  | 33    | 566-574 MHz |
| Vila Viçosa                           | 30    | 542-550 MHz |
| Vilar Formoso                         | 41    | 630-638 MHz |
| Vinhais                               | 46    | 670-678 MHz |
| Viseu Centro                          | 36    | 590-598 MHz |
| Viseu Sul                             | 36    | 590-598 MHz |
| Volta da Pedra, Palmela               | 37    | 598-606 MHz |
| Vouzela                               | 36    | 590-598 MHz |

## Análise de audiências
A análise de audiências em Portugal é gerida pela Comissão de Análise de Estudos de Meios (CAEM), uma associação que congrega os meios de comunicação social, as agências publicitárias e os anunciantes, e está concessionada actualmente à GfK, através do sistema de audímetros.
Este sistema nasceu entre 1980 quando a Radiotelevisão Portuguesa decidiu autorizar a Teor a instalar um painel semanal de audiência, que avaliava os seus programas. 
Em 1989, a RTP, então único canal televisivo em Portugal, decidiu que o sistema de Estudo Geral de Meios estava antiquado e devia modernizar-se, já que este era um estudo semanal e por entrevistas, e a RTP aspirava a usar o sistema padrão da Europa. Assim abre um concurso a empresas de audimetria, onde concorreram a Norma (associada à Ecotel) e a AGB (associada à Marktest). O concurso foi ganho pela Norma-Ecotel, o que não impediu a AGB Portugal (Marktest) de iniciar, em paralelo, uma operação independente, ou seja, apesar de a Norma-Ecotel ter saído vencedora do concurso, realizando oficialmente os Estudo Geral de Meios, a Marktest também fazia a sua medição.
Anos mais tarde, em 1998 houve um desenlace para este cenário: a Marktest cessou a ligação com a AGB e adquiriu mais de metade da Ecotel Portugal, criando a empresa que até hoje se mantém, a Marktest Audimetria. Quando a AGB Portugal cessou atividades, a Marktest passou a ser a empresa oficial de medição de audiências em Portugal. A Marktest Audimetria criou, então o Audipanel, um serviço que fornece os dados relativos às audiências. 
De forma a garantir rigor e acompanhamento das medições, foi criada a Comissão de Análise de Estudos de Meios (CAEM), uma associação que fiscaliza o sistema de audiências e é o organismo independente que garante a fiabilidade e validade dos dados recolhidos.
O contexto foi-se alterando, diante das mudanças tecnológicas e de consumo televisivo, e em setembro de 2010 CAEM lança um concurso público para um sistema que trouxesse melhorias à audimetria. Foram convidadas empresas competentes e conhecidas na área, onde a Marktest competia com a GfK, a AGB Nielsen, Kantar Media/TNS e a Euroexpansão. Em março de 2011, a empresa alemã GfK, sigla para Gesellschaft für Konsumforschung ou Growth from Knowledge, é a escolhida para a gestão da análise de audiências, substituindo a Marktest. O concurso lançado pela CAEM prevê que a empresa selecionada GfK assegure a medição de audiências entre 2021 e 2025.
A seguir detalham-se as audiências anuais (share) das principais cadeias nacionais:
| Ano    | RTP1  | RTP2  | SIC    | TVI    |
| ------ | ----- | ----- | ------ | ------ |
| 1992   | 72,2% | 17,9% | 8,5% a |        |
| 1993   | 61,5% | 17,6% | 14,3%  | 6,6% b |
| 1994   | 46,9% | 9,8%  | 28,4%  | 14,7%  |
| 1995   | 38,4% | 6,4%  | 41,4%  | 13,8%  |
| 1996   | 32,6% | 6,5%  | 48,6%  | 12,3%  |
| 1997   | 33,0% | 5,6%  | 49,3%  | 12,1%  |
| 1998   | 31,5% | 6,2%  | 49,2%  | 13,1%  |
| 1999   | 28,5% | 6,0%  | 48,1%  | 17,4%  |
| 2000   | 24,3% | 5,6%  | 42,2%  | 20,8%  |
| 2001   | 20,1% | 5,6%  | 34,0%  | 31,9%  |
| 2002   | 21,1% | 5,3%  | 31,5%  | 31,4%  |
| 2003   | 23,8% | 5,0%  | 30,3%  | 28,5%  |
| 2004   | 24,7% | 4,4%  | 29,3%  | 28,9%  |
| 2005   | 23,6% | 5,0%  | 27,2%  | 30,0%  |
| 2006   | 24,5% | 5,4%  | 26,2%  | 30,0%  |
| 2007   | 25,2% | 5,2%  | 25,1%  | 29,0%  |
| 2008   | 23,8% | 5,6%  | 24,9%  | 30,5%  |
| 2009   | 24,0% | 5,8%  | 23,4%  | 28,7%  |
| 2010   | 24,2% | 5,3%  | 23,4%  | 27,5%  |
| 2011   | 21,6% | 4,5%  | 22,7%  | 25,7%  |
| 2012 c | 15,0% | 3,4%  | 21,9%  | 24,5%  |
| 2013   | 13,1% | 2,4%  | 21,1%  | 24,6%  |
| 2014   | 15,6% | 2,1%  | 19,1%  | 23,5%  |
| 2015   | 14,8% | 2,0%  | 18,7%  | 22,5%  |
| 2016   | 10,1% | 2,6%  | 12,8%  | 26,5%  |
| 2017   | 10,4% | 2,6%  | 12,3%  | 26,1%  |
| 2018   | 13,7% | 1,6%  | 18,6%  | 22,4%  |
| 2019   | 14,2% | 1,7%  | 21,7%  | 17,6%  |
| 2020   | 11,9% | 1,1%  | 19,8%  | 15,2%  |
| 2021   | 11,1% | 1,1%  | 19,3%  | 16,9%  |

a: SIC começou a emitir a 6 de outubro de 1992.
b: TVI começou a emitir a 20 de fevereiro de 1993.
c: GfK iniciou a gestão da medição de audiências em março de 2012, na sequência do concurso lançado pela Comissão de Análise e Estudos de Meios (CAEM).